# Gaius Amafinius
Gaius Amafinius (* 2. Jahrhundert v. Chr.; † 1. Jahrhundert v. Chr.) war ein römischer Schriftsteller, der wahrscheinlich als erster in lateinischer Sprache das Gedankengut von Epikur verbreitete.
Über sein Leben ist fast gar nichts bekannt und sein Praenomen ist lediglich in Cic. Tusc. IV 6 überliefert. Als ein älterer Zeitgenosse Ciceros wirkte er im zweiten und ersten Jahrhundert vor Christus und schrieb mehrere Werke, die nicht erhalten sind.
Von den antiken Autoren erwähnt nur Cicero Gaius Amafinius. Jener, der ein harscher Kritiker des Epikureismus war, urteilte, dass Amafinius zwar in einem Stil schrieb, der auch einem weniger gebildeten Publikum zugänglich war, aber dadurch die Prosa qualitativ minderwertig ausfalle.